# Хіє-Мару
Хіє-Мару (Hie Maru) — транспортне судно, яке під час Другої світової війни взяло участь у операціях японських збройних сил у Мікронезії, архіпелазі Бісмарка та на Соломонових островах.

## Передвоєнна історія
Хіє-Мару спорудили у 1930 році на верфі Mitsubishi Heavy Industries у Йокогамі на замовлення компанії Nippon Yusen Kaisha.
26 листопада 1941-го судно реквізували для потреб Імперського флоту Японії.

## Рейси як військовий транспорт
Вступ Японії у Другу світову війну судно застало на Маршаллових островах. До кінця грудня 1941-го воно побувало тут на атолах Кваджелейн, Джалуїт, Вотьє, а 30 грудня повернулось до Йокосуки.
У першій половині січня 1942-го Хіє-Мару вийшло з Японії та 22 січня прибуло до порту Давао на філіппінському острові Мінданао. У лютому воно перейшло звідси на острів Таракан (східне узбережжя Борнео), куди доставило обладнання для нафтовидобувної промисловості, а 28 лютого — 8 березня пройшло до Йокосуки. На той час уже вирішили переобладнати Хіє-Мару у плавучу базу підводних човнів.

## Початок служби як плавуча база
З 9 березня по 25 квітня 1942-го судно пройшло необхідну модернізацію на верфі Yokosuka Navy Yard. Зокрема, воно отримало озброєння з чотирьох 150-мм гармат і двох установок спарених 13,2-мм зенітних кулеметів.
Хіє-Мару визначили як плавучу базу 8-ї ескадри підводних човнів, яку сформували на початку березня. При цьому вже у квітні японці перевели 5 субмарин ескадри до Пенангу для дій у Індійському океані, тоді як решта 6 мали провадити операції в Океанії. Останні у травні взяли участь у невдалій операції захоплення Порт-Морсбі (повертаючись з неї, один човен втратили) та здійснили рейд на Сідней, при цьому Хіє-Мару й далі перебувало в Японії. Лише 11 червня плавбаза полишила Йокосуку та 19 червня прибула на Кваджелейн, куди невдовзі прийшли підводні човни ескадри, що діяли в Океанії. Втім, уже 25 липня 1942-го Хіє-Мару повернулась до Йокосуки і в той же період сюди прибули всі човни зі складу східного загону її ескадри.

## Рейс до Рабаула
20—26 вересня 1942-го Хіє-Мару здійснила перехід з Йокогами до Гонконгу, де прийняла на борт військовослужбовців та коней, яких мали доправити до Рабаулу — головної передової бази японців у архіпелазі Бісмарка, з якої провадились операції на Соломонових островах та сході Нової Гвінеї. На той час уже півтора місяця тривала битва за Гуадалканал і японське командування спрямовувало в регіон дедалі нові підкріплення. Того ж 26 вересня у складі першого ешелону конвою «Шитай» Хіє-Мару вийшла з Гонконгу і 10 жовтня прибула до місця призначення.
13 жовтня Хіє-Мару полишила Рабаул разом зі ще одним судном у супроводі тральщика W-15, проте вже наступного дня відділилась та самостійно попрямувала на схід Каролінських островів до атола Трук (ще до війни тут була створена потужна база ВМФ, з якої до лютого 1944-го провадились операції у цілому ряді архіпелагів).

## Перебування на Труці
15 жовтня 1942-го Хіє-Мару прибула на Трук, де залишалась протягом наступних шести місяців та забезпечувала дії підводних човнів. При цьому з жовтня по грудень до Океанії прибули 3 човни 8-ї ескадри.
21 березня 1943-го Хіє-Мару полишила Трук та 27 березня прибула до Йокосуки.

## Діяльність влітку й восени 1943
1 червня 1943-го Хіє-Мару вийшла з Куре та 10 червня прибула до Сінгапуру. Невдовзі вона опинилась у Пенанзі, де вже понад рік базувалась її 8-ма ескадра підводних човнів. Втім, Хіє-Мару не стало виконувати функцію плавучої бази, а вже 12 червня вирушило далі, мавши на борту військовослужбовців 122-го піхотного полку та інженерні підрозділи 65-ї бригади.
24 серпня судно перебувало в Манілі, звідки вийшло у складі конвою № 8283. 27 серпня конвой зайшов на Палау (важливий транспортний хаб на заході Каролінських островів), звідки того ж дня вийшов далі на Трук, якого досяг 31 серпня.
3—7 вересня 1943-го Хіє-Мару разом зі ще одним транспортом пройшла під охороною двох легких крейсерів на атол Кваджелейн (Маршаллові острови). 19 лютого судно вийшло в рейс на атоли Мілі та Вотьє, 24 лютого повернулось на Кваджелейн, а наступного дня вирушило звідси у складі конвою № 7131. 26—29 лютого конвой перебував на атолі Джалуїт, а 3 жовтня прибув на Трук. На цей час наказом від 1 жовтня Хіє-Мару перекласифікували з плавбази на транспорт.
11 жовтня 1943-го судно полишило Трук у складі конвою та 18 жовтня прибуло до Шанхаю. Тут воно прийняло на борт 2100 військовослужбовців (переважно зі складу 54-го піхотного полку 17-ї піхотної дивізії, а також батарею артилерії, інженерну роту та медичний персонал). 20 жовтня Хіє-Мару вирушило з Шанхаю у складі третього ешелону конвою «Тей № 4 Го» та попрямувало на Трук. Невдовзі конвой зустрівся з «вовчою зграєю» американських підводних човнів, один з яких — Grayback — потопив судно Авата-Мару. Хіє-Мару уникло небезпеки і 30 жовтня прибуло на Трук. 3 листопада третій ешелон конвою «Тей № 4 Го» рушив до Рабаула. Наступного дня була невдала торпедна атака, а 5 листопада на конвой напали з повітря. Хоча і ця атака виявилась невдалою, «Тей № 4 Го» повернув назад та 7 листопада прибув на Трук.
9 листопада Хіє-Мару вийшло з Труку на Рабаул у складі конвою № 2102. 11 листопада за сім з половиною сотень кілометрів на південний захід від Труку та за чотири сотні кілометрів північніше від острова Новий Ганновер конвой перехопив американський підводний човен «Драм». Він випустив шість торпед по Хіє-Мару, одна з яких вибухнула передчасно, а ще три розірвались за кормою цього судна. Есмінець «Новаке» контратакував субмарину, проте так само марно. Того ж дня, о 10:29, бомбардувальники B-24 «Ліберейтор» атакували конвой та пошкодили Хіє-Мару, при цьому 31 член команди та пасажир загинув, а 138 осіб зазнали поранень. Втім, 12 листопада всі кораблі конвою прибули до Рабаулу.
15 листопада Хіє-Мару вийшло у зворотний рейс разом з конвоєм № 2152, мавши на борту близько 3 тисяч вояків. Приблизно опівдні 17 листопада в районі за п'ять сотень кілометрів на північний захід від Нового Гановеру все той же підводний човен «Драм» випустив чотири торпеди по судну, одна з яких влучила в Хіє-Мару. Через п'ять годин судно затонуло, проте за цей час вдалось врятувати усіх, хто перебував на його борту (загинув лише капітан Хіє-Мару).